# Canillas de Río Tuerto
Canillas de Río Tuerto est une commune de la communauté autonome de La Rioja, en Espagne.

## Démographie
| 1900 | 1910 | 1920 | 1930 | 1940 | 1950 | 1960 | 1970 | 1981 |
| ---- | ---- | ---- | ---- | ---- | ---- | ---- | ---- | ---- |
| 260  | 268  | 277  | 265  | 259  | 276  | 299  | 134  | 102  |

| 1991 | 2001 | 2011 | - | - | - | - | - | - |
| ---- | ---- | ---- | - | - | - | - | - | - |
| 82   | 57   | 43   | - | - | - | - | - | - |

## Administration

### Conseil municipal
La ville de Canillas de Río Tuerto comptait 40 habitants aux élections municipales du 26 mai 2019. Son conseil municipal (en espagnol : Pleno del Ayuntamiento) se compose donc de 3 élus.
| Parti | Parti                                    | Voix | %       | Élus  |
| ----- | ---------------------------------------- | ---- | ------- | ----- |
|       | Parti socialiste ouvrier espagnol (PSOE) | 22   | 64,71 % | 2 / 3 |
|       | Parti populaire (PP)                     | 12   | 35,29 % | 1 / 3 |

### Liste des maires
| Mandat    | Maire | Maire                               | Parti       |
| --------- | ----- | ----------------------------------- | ----------- |
| 1979-1983 |       | Jesús Aragón Sáenz                  | Indépendant |
| 1979-1983 |       | Julio Besga Herrera                 | Indépendant |
| 1983-1987 |       | Rufino España San José              | AP          |
| 1987-1991 |       | Juan José Torrecilla Ibáñez         | AP          |
| 1991-1995 |       | César Torrecilla Torrecilla         | PP          |
| 1995-1999 |       | Rubén Mahave Hernando               | PSOE        |
| 1999-2003 |       | Javier Torrecilla Arciniega         | PP          |
| 2003-2007 |       | Javier Torrecilla Arciniega         | PP          |
| 2007-2011 |       | Juan José Torrecilla Ibáñez         | PP          |
| 2011-2015 |       | Juan José Torrecilla Ibáñez         | PP          |
| 2015-2019 |       | Francisco Guillermo Martínez Ortega | PSOE        |
| 2019-2023 |       | Francisco Guillermo Martínez Ortega | PSOE        |

## Lieux et monuments

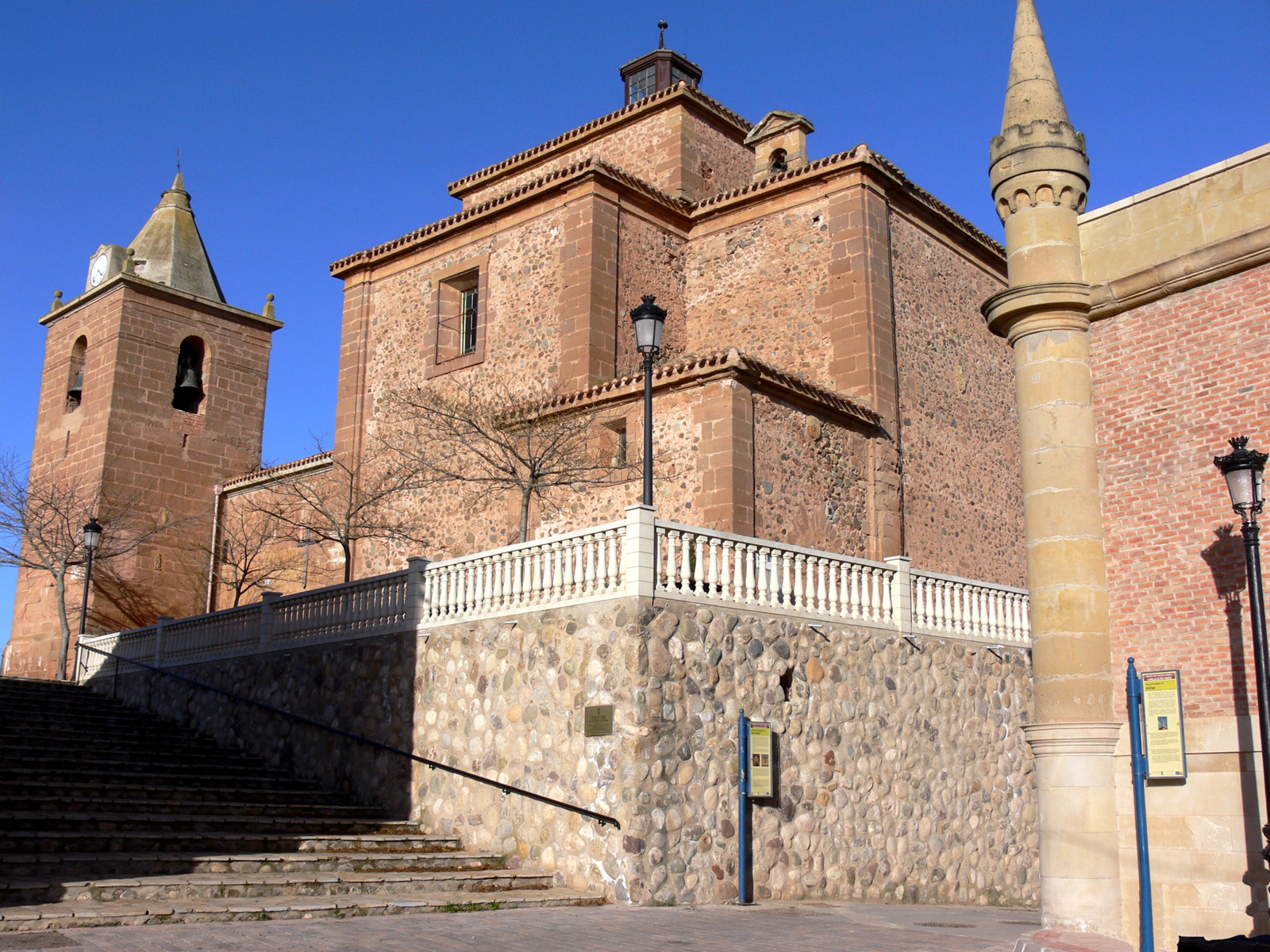
L'église Saint Martin
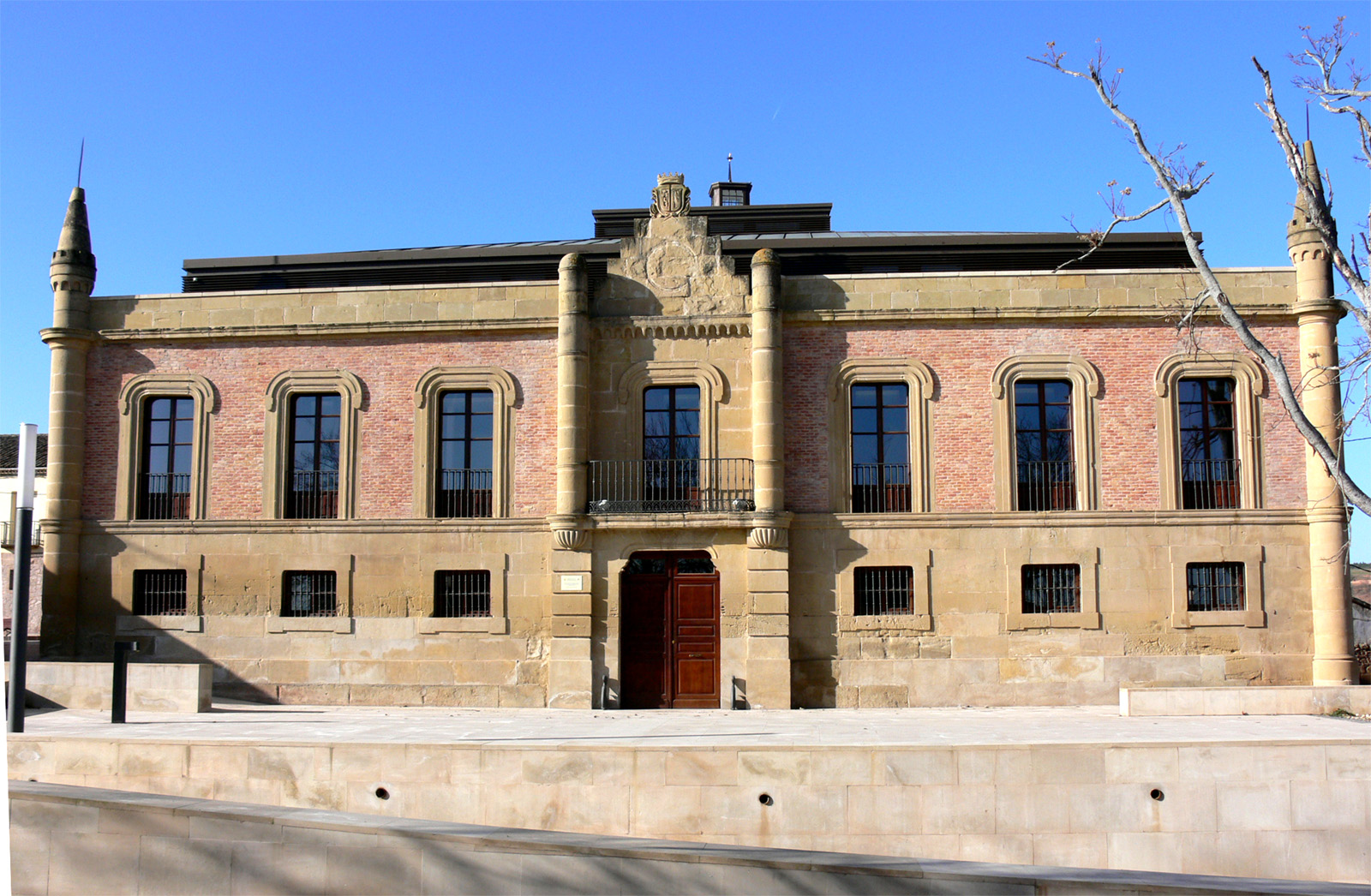
Le palais des comtes de Hervías